# Mappa cognitiva
Una mappa cognitiva è un tipo di rappresentazione mentale che serve a un individuo per acquisire, codificare, memorizzare, richiamare e decodificare le informazioni sulle posizioni e gli attributi relativi dei fenomeni nel suo ambiente spaziale.
Il concetto fu introdotto da Edward Tolman nel 1948. Il termine fu in seguito generalizzato da alcuni ricercatori, specialmente nel campo della ricerca operativa, per riferirsi a una sorta di rete semantica che rappresenta le conoscenze o gli schemi personali di un individuo

## Descrizione
Le mappe cognitive sono state studiate in vari campi, come psicologia, educazione, archeologia, geografia, cartografia, architettura, architettura del paesaggio, pianificazione urbana, gestione e storia. Di conseguenza, questi modelli mentali sono spesso indicati, a vario titolo, come mappe cognitive, mappe mentali, script, schemi e sistemi di riferimento.
Le mappe cognitive servono alla costruzione e all'accumulo delle conoscenze spaziali, consentendo agli "occhi della mente" di visualizzare le immagini al fine di ridurre il carico cognitivo e migliorare il ricordo e l'apprendimento delle informazioni. Questo tipo di pensiero spaziale può anche essere usato come una metafora per compiti non spaziali, in cui le persone che svolgono compiti che coinvolgono la memoria e le immagini mentali usano la conoscenza spaziale per facilitare l'elaborazione del compito.
I correlati neurali delle mappe cognitive sono stati ipotizzati essere le cellule di posizione nell'ippocampo e le cellule a griglia scoperte a metà degli anni duemila nella corteccia entorinale.

## Storia
L'idea di una mappa cognitiva fu sviluppata per la prima volta da Edward C. Tolman. Tolman, uno dei primi psicologi cognitivi, introdusse questa idea svolgendo un esperimento che coinvolgeva ratti e labirinti. Nell'esperimento di Tolman, un topo viene posto in un labirinto a forma di croce e gli viene permesso di esplorarlo. Dopo questa prima esplorazione, il topo viene posto in un braccio della croce, mentre il cibo viene posto nel braccio sulla destra. Il topo imparò dapprima a girare a destra all'incrocio per arrivare al cibo. Quando fu collocato su diverse braccia del labirinto, il ratto andava nella direzione corretta per ottenere il cibo a causa della mappa cognitiva iniziale che aveva creato del labirinto. Piuttosto che decidere di girare a destra all'incrocio, il ratto era in grado di determinare il modo corretto per arrivare al cibo, qualunque fosse la posizione di esso nel labirinto.

## Correlati neurali
Si ritiene che la mappatura cognitiva sia in gran parte una funzione dell'ippocampo. L'ippocampo è collegato al resto del cervello in modo tale da essere ideale per l'integrazione di informazioni spaziali e non spaziali. I collegamenti dalla corteccia postrinale e dalla corteccia entorinale mediale forniscono informazioni spaziali all'ippocampo. I collegamenti dalla corteccia peririnale e dalla corteccia entorinale laterale forniscono informazioni non spaziali. L'integrazione di queste informazioni nell'ippocampo rende l'ippocampo un luogo pratico per la mappatura cognitiva, che richiede necessariamente la combinazione di informazioni sulla posizione di un oggetto e le sue altre caratteristiche.
O'Keefe e Nadel furono i primi a delineare una relazione tra l'ippocampo e la mappatura cognitiva. Molti altri studi hanno dimostrato ulteriori prove a supporto di questa conclusione. Nello specifico, le cellule piramidali (cellule di posizione, cellule di confine e cellule a griglia) sono state implicate come base neuronale per le mappe cognitive all'interno del sistema ippocampale.
Numerosi studi di O'Keefe hanno implicato il coinvolgimento di cellule di posizione. Le singole cellule di posizione all'interno dell'ippocampo corrispondono a posizioni separate nell'ambiente, con la somma di tutte le cellule che contribuiscono a una singola mappa di un intero ambiente. La forza delle connessioni tra le cellule rappresenta le distanze tra loro nell'ambiente reale. Le stesse cellule possono essere utilizzate per costruire diversi ambienti, sebbene le relazioni tra le singole cellule possano differire tra le differenti mappe. Il possibile coinvolgimento delle cellule di posizione nella mappatura cognitiva è stato osservato in un certo numero di specie di mammiferi, tra cui ratti e macachi. Inoltre, in uno studio sui ratti di Manns ed Eichenbaum, le cellule piramidali situate all'interno dell'ippocampo, erano anche coinvolte nella rappresentazione della posizione dell'oggetto e dell'identità dell'oggetto, indicando il loro coinvolgimento nella creazione di mappe cognitive. Tuttavia, c'è stata qualche controversia sul fatto che tali studi sulle specie di mammiferi indichino la presenza di una mappa cognitiva e non un altro, più semplice, metodo per determinare il proprio ambiente.
Sebbene non siano situate nell'ippocampo, le cellule a griglia all'interno della corteccia entorinale mediale sono state parimenti implicate nel processo di mappatura dell'ambiente, svolgendo in realtà il ruolo di stimatori del percorso (si veda immagine più avanti), mentre le cellule di posizione registrano l'output delle informazioni acquisite attraverso la stima del percorso. I risultati del processo di integrazione del percorso sono poi utilizzati dall'ippocampo per generare la mappa cognitiva. La mappa cognitiva esiste quindi su un circuito che coinvolge molto più del solo ippocampo, anche se è basata principalmente su tale struttura. Oltre alla corteccia entorinale mediale, anche il presubiculo e la corteccia parietale sono stati implicati nella generazione di mappe cognitive.

### Teoria delle mappe parallele
Ci sono alcune evidenze a supporto dell'idea che la mappa cognitiva sia rappresentata nell'ippocampo da due mappe separate. La prima sarebbe la mappa portante, che rappresenterebbe l'ambiente attraverso segnali di auto-movimento e segnali gradienti. L'uso di questi segnali basati sui vettori crea una mappa 2D approssimativa dell'ambiente. La seconda mappa sarebbe la mappa-schizzo che funzionerebbe al di fuori dei segnali posizionali. Essa integrerebbe oggetti specifici, punti di riferimento e le relative posizioni per creare un'altra mappa 2D dell'ambiente. La mappa cognitiva sarebbe così ottenuta dall'integrazione di queste due mappe separate.

## Generazione delle mappe

La stima del percorso (path integration) somma i vettori della distanza e della direzione percorsa da un punto iniziale per stimare la posizione corrente.

La mappa cognitiva è generata da un certo numero di fonti sensoriali, provenienti sia dal sistema visivo che da altrove. Gran parte della mappa cognitiva è creata attraverso segnali di movimento auto-generati. Gli input di sensi come visione, propriocezione, olfatto e udito sono tutti utilizzati per dedurre la posizione di una persona all'interno del proprio ambiente mentre si muove attraverso di esso. Ciò consente la stima del percorso e la creazione di un vettore che rappresenta la propria posizione e direzione all'interno del proprio ambiente, in particolare rispetto a un punto di riferimento precedente. Questo vettore risultante può essere trasmesso alle cellule di posizione ippocampali dove viene interpretato per fornire maggiori informazioni sull'ambiente e sulla posizione dell'individuo.
Anche segnali direzionali e riferimenti posizionali sono usati per creare la mappa cognitiva. Tra i segnali direzionali sono usati come input sia gli indizi espliciti, come i contrassegni su una bussola, sia i gradienti, come l'ombreggiatura o i campi magnetici. I segnali direzionali possono essere utilizzati sia staticamente, quando una persona non si muove all'interno del suo ambiente, sia dinamicamente, quando il movimento attraverso un gradiente viene utilizzato per fornire informazioni sulla natura dell'ambiente circostante. I riferimenti posizionali forniscono informazioni sull'ambiente confrontando la posizione relativa di oggetti specifici, mentre i segnali direzionali forniscono informazioni sulla forma dell'ambiente stesso. Questi punti di riferimento vengono elaborati insieme dall'ippocampo per fornire un grafico dell'ambiente attraverso posizioni relative.